# Saizenay
Saizenay là một xã trong vùng hành chính Franche-Comté, thuộc tỉnh Jura, quận Lons-le-Saunier, tổng Salins-les-Bains. Tọa độ địa lý của xã là 46° 57' vĩ độ bắc, 05° 54' kinh độ đông. Saizenay nằm trên độ cao trung bình là 512 mét trên mực nước biển, có điểm thấp nhất là 498 mét và điểm cao nhất là 735 mét. Xã có diện tích 4.88 km², dân số vào thời điểm 1999 là 119 người; mật độ dân số là 24 người/km².

## Thông tin nhân khẩu
| 1962 | 1968 | 1975 | 1982 | 1990 | 1999 |
| ---- | ---- | ---- | ---- | ---- | ---- |
| 98   | 121  | 111  | 119  | 112  | 119  |

## Địa điểm tham quan
Nhà thờ trong làng, nguyên là nhà thờ của Hiệp sĩ dòng Đền, có tháp chuông từ thế kỉ thứ 14.